# 克魯克德克里克鎮區 (堪薩斯州米德縣)
克魯克德克里克鎮區（英語：Crooked Creek Township）是位於美國堪薩斯州米德縣的一個行政鎮區。

## 地方資料
克魯克德克里克鎮區的面積為140.34平方千米，當中陸地面積為140.26平方千米，而水域面積為0.08平方千米。根據2010年美國人口普查的數據，當地共有人口73人，而人口密度為每平方千米0.52人。

## 外部連結
- US-Counties.com
- City-Data.com （页面存档备份，存于）